# Thomas Astan
Thomas Astan, all'anagrafe Horst Gnacke (Schmallenberg, 15 settembre 1942 – Soyen, 11 ottobre 2024), è stato un attore, regista teatrale e religioso tedesco.

## Biografia
Intraprese la carriera artistica intorno alla seconda metà degli anni sessanta. 
Come attore, tra cinema e televisione, lavorò in una quarantina di differenti produzioni; divenne un volto noto al pubblico per essere apparso in diversi episodi della serie televisiva L'ispettore Derrick. Come regista, lavorò per vari teatri tedeschi.
Abbandonò la carriera di attore e regista all'inizio degli anni novanta per dedicarsi alla vita ecclesiastica.

## Filmografia parziale

### Cinema
- Isabella duchessa dei diavoli, regia di Bruno Corbucci (1969)
- La pillola d'oro
- Riuscirà la nostra cara amica a rimanere vergine fino alla fine della nostra storia?
- L'inferno erotico di Pinnesburg
- König Drosselbart – cortometraggio
- St. Pauli Nachrichten: Thema Nr. 1
- Jonathan

### Televisione
- Der Tod läuft hinterher – miniserie TV (1967)
- Der Kommissar – serie TV, 1 episodio (1969)
- Das Kriminalmuseum – serie TV, 1 episodio (1970)
- Der Kommissar – serie TV, 1 episodio (1970)
- Die Journalistin – serie TV, 1 episodio (1970)
- Der Kommissar – serie TV, 1 episodio (1971)
- F.M.D. - Psychogramm eines Spielers – film TV
- Iwanow – film TV
- Hamburg Transit – serie TV, 1 episodio (1972)
- Wir 13 sind 17 – serie TV, 1 episodio (1972)
- Sprungbrett – serie TV, 1 episodio (1972)
- Zu Gast in unserem Land – serie TV
- Telerop 2009 - Es ist noch was zu retten - serie TV, 1 episodio (1974)
- Tatort – serie TV, 1 episodio (1974)
- Der Spitzbubenhof – film TV
- Kim & Co. – serie TV
- Der Kommissar – serie TV, 1 episodio (1975)
- L'ispettore Derrick – serie TV, ep. 02x03, regia di Wolfgang Becker (1975)
- Der Kommissar – serie TV, 1 episodio (1976)
- L'ispettore Derrick – serie TV, ep. 03x04, regia di Alfred Vohrer (1976)
- Notarztwagen 7 – serie TV, 1 episodio (1977)
- Il commissario Köster (Der Alte) – serie TV, 1 episodio (1977)
- L'ispettore Derrick – serie TV, ep. 04x03, regia di Wolfgang Becker (1977)
- Der Anwalt – serie TV, 1 episodio (1977)
- L'ispettore Derrick – serie TV, ep. 05x09, regia di Alfred Vohrer (1978)
- Achtung Kunstdiebe – serie TV, 1 episodio (1979)
- L'ispettore Derrick – serie TV, ep. 06x08, regia di Helmuth Ashley (1979)
- Tatort – serie TV, 1 episodio (1979)
- Die Reventlow - serie TV (1980)
- Il commissario Köster (Der Alte) – serie TV, 1 episodio (1982)
- L'ispettore Derrick, serie TV – ep. 09x09, regia di Helmuth Ashley (1982)
- Der schwarze Bumerang – miniserie TV (1982)
- Il commissario Köster (Der Alte) – serie TV, 1 episodio (1984)
- L'ispettore Derrick – serie TV, ep. 12x04, regia di Zbyněk Brynych (1985)
- Polizeiinspektion 1 – serie TV, 1 episodio (1986)
- L'ispettore Derrick – serie TV, ep. 13x05, regia di Alfred Vohrer (1986)
- Tatort – serie TV, 1 episodio (1986)
- L'ispettore Derrick, ep. 14x02, regia di Helmuth Ashley (1987)
- L'ispettore Derrick – serie TV, ep. 18x12 (1991)